# Tour Alto
A Tour Alto egy felhőkarcoló a párizsi La Défense üzleti negyedben. Courbevoie önkormányzathoz tartozik.
Csak az utcától 160 méterre, a La Défense födémtől pedig csak keleti homlokzatán mérhető, összesen 38 emelet. Gömbölyített alakja fokozatosan felfelé szélesedik, és az emeleten 12 cm-es fáziseltolódással meghosszabbítja tartását a térben. Ennek az egyedülálló formának köszönhetően a szintek felülete a Torony lábánál lévő 700 négyzetmétertől a tetején 1500 négyzetméterig terjed.
2016 szeptemberében kezdődött meg az építkezés, az átadást 2020-ra tervezték.